# Rumic World
Rumic World là tên gọi chung của các truyện tranh manga ngắn của Takahashi Rumiko. Phần lớn các truyện này mang tính truyện hài hước và xuất bản trước Một nửa Ranma của Rumiko. Trong số này thì những tác phẩm viết trong thời gian gần đây nhất được đưa vào xê-ri mang tên Takahashi Rumiko Gekijō (Rumiko Takahashi Anthology), hay còn được biết với cái tên Rumic Theatre.

## Rumic World bản tiếng Nhật
Xuất bản lần đầu ở Nhật dưới dạng các quyển đơn hành bản (単行本, tankōbon), nhưng sau đó lại được xuất bản dưới dạng các đơn hành bản khổ rộng (ワイド版, wide-bon hay waidobon). Trong các đơn hành bản này có nhiều trang in màu - vốn là bìa hay các trang màu của các xê-ri truyện ngắn đơn lẻ. Các truyện Rumic World thời kì đầu do Shonen Sunday xuất bản, trong khi đó các truyện ngắn thời kì sau (chính là các Rumic Theatre) do Big Comic Spirit xuất bản. Tuy nhiên vẫn còn nhiều truyện ngắn của Rumiko Takahashi chưa nằm trong quyển nào cả.

## Rumic World bản tiếng Anh
Viz Media xuất bản 3 tập Rumic World collection vào năm 1996, sau đó là 2 tập Rumic Theatre. Tất nhiên do dân Âu Mỹ đọc từ trái sang phải, còn các mangaka Nhật viết từ phải sang trái, nên Viz phải dùng phương pháp lật ngược các hình ảnh giống như ở Việt Nam đã từng làm với các bộ manga như Inu Yasha, Connan, Đôrêmon,... Các bản in của Viz cũng to hơn các đơn hành bản in tại Nhật. Nhưng hiện nay Viz không in thêm bất kỳ bản Rumic World nào như vậy nữa.

## Các tác phẩm trong Rumic World

### Tập 1
- Fire Tripper: Một vụ nổ khí đốt đưa cô học trò Suzuko về quá khứ cách đây 500 năm.
- Maris the Chojo: Lấy cảm hứng từ tác phẩm Siêu nhân (Superman) nổi tiếng. Nhân vật chính là một siêu nữ xui xẻo, sức mạnh của cô đã vô tình phá hỏng tất cả mọi thứ cô chạm vào, vì thế cô phải tìm một món tiền lớn để bồi thường. Cơ hội đến với siêu nữ khi con trai của một doanh nghiệp giàu sụ bị bắt cóc...
- Those Selfish Aliens: Người ngoài hành tinh và chính phủ cấy bom vào một người vô tội.
- Time Warp Trouble: Những chiến binh thời cổ Nhật Bản tình cờ lọt vào một lớp học thời hiện đại.
- The Laughing Target: Yuzuru và Azusa đã được đính hôn khi hai người còn nhỏ xíu. Azusa luôn tìm mọi cách để Yuzuru không từ chối cuộc hôn nhân này.

### Tập 2
- Wasted Minds (Dust Spot): Câu chuyện kể về hai công chức suốt ngày cãi nhau (tác phẩm là một xê-ri nhỏ gồm 5 phần).
- The Golden Gods of Poverty: Cha mẹ của một cậu bé cố lợi dụng đứa con mình để kiếm tiền, nhưng kết quả họ chỉ có thể gặp được 7 vị thần may mắn mà bản thân các vị này cũng đã khánh tận.
- The Entrepreneurial Spirit: Một phụ nữ chủ trì một chuyên đề về cách làm giàu cấp tốc.

### Tập 3
- That Darn Cat: Hồi ức của tác giả Takahashi Rumiko về việc chăm sóc con mèo "chết tiệt" của người hàng xóm.
- When My Eyes Got Wings: Một cặp vợ chồng giúp đỡ một đứa trẻ bệnh tật mang trong người một bí mật và có một chú chim cảnh có khả năng tàn phá kinh khủng...
- Wedded Bliss: Một cặp vợ chồng thường xuyên cãi nhau ỏm tỏi chỉ vì những áp lực căng thẳng trong công việc. Đến một ngày, những người hàng xóm chịu hết nổi và yêu cầu họ dọn đi chỗ khác...
- Sleep and Forget: Câu chuyện về một cô gái và kiếp trước của cô ta. Người kiếp trước phiền phức này cứ dính líu vào người yêu của cô bé. Hơn nữa, một mụ phù thủy sống dậy từ cõi chết trong hình dạng của một con chó...
- A Cry for Help: Một nàng tiên biến một cậy bé thành người có hai nhân cách bằng cách cài vào cổ cậu một chiếc chìa khóa.
- War Council: Hai hội sinh viên đánh nhau chỉ vì một con dấu.
- The Face Pack: Câu chuyện về một người có thể thay đổi ngoại hình của mình và cái câu lạc bộ "những chuyên gia cải trang" của anh ta.

### Rumic Theatre
- The Tragedy of P: Một người phụ nữ nhận nuôi một chú chim cánh cụt, vốn là vật nuôi của sếp của chồng mình. Vấn đề là căn hộ nơi cô ấy ở cấm thú vật...
- The Merchant of Romance: Một cô gái vừa mới ly hôn đang phải cố gắng vực dậy dịch vụ làm đám cưới của cha mình.
- House of Garbage: Ngôi nhà của một người đàn ông cứ bị lầm lẫn với một cái ga-ra xe hơi.
- Hidden in the Pottery: Một phụ nữ đang cố tìm hiểu về một bí mật khó chịu của người hàng xóm.
- One Hundred Years of Love: Một cụ bà cứ đinh ninh một câu thiếu niên là kiếp sau của người yêu của mình.
- Extra-Large Size Happiness: Một người vợ trẻ cứ bị quấy nhiễu bởi một con ma có cái đầu to tướng, ngặt nỗi chỉ có cô là nhình thấy nó.

### Rumic Theatre: One of Double
- Excuse Me for Being a Dog!: Một võ sĩ đấm bốc có một bí mật khó nói là anh cứ bị biến thành chó mỗi khi chảy máu.
- Winged Victory: Một đội bóng bầu dục với thành tích vĩ đại thua 999 trận vẫn có một cổ động viên trung thành. Vấn đề là cổ động viên này là một con ma mà chỉ có đội trưởng nhìn thấy.
- The Grandfather of All Baseball Games: Người cháu thì chơi bóng chày kiếm tiền, có điều ông của mình lại nướng số tiền ấy cho người bạn gái mới của ông.
- The Diet Goddess: Một cô gái tham gia vào một khóa huấn luyện thể lực đặc biệt vì cô muốn giảm cân để cơ thể vừa vặn mới một đầm tuyệt đẹp và có thể tham gia buổi nhảy chung với người bạn trai mà cô yêu đơn phương. Nhưng sau đó cô nhận ra mình đã yêu người huấn luyện viên tự lúc nào.
- Happy Talk: Một cô học trò nghi ngờ rằng người mẹ quá cố của mình vẫn còn sống và đang làm nghề tiếp viên ở Tokyo. Cô cùng những người bạn học của mình quyết định thuê một thám tử để điều tra.
- One or Double: Sau một tai nạn, linh hồn của một huấn luyện viên môn kiếm đạo nhập buộc phải vào người bạn của một người học trò của anh ta. Khổ nỗi là linh hồn sư phụ chỉ có khả năng rời đi khi nào đệ tử đánh bại sư phụ, điều mà đệ tử có nằm mơ cũng không dám nghĩ tới.
- To Grandmother's House We Go: Noriko, theo lời khuyên của bạn trai mình, đóng giả làm một người bạn gái vừa mất, Nozomi để lấy được 500 tỉ yên tiền thừa kế. Nhưng mọi chuyện trở nên rắc rối khi có nhiều người cũng đang tâm làm như thế, và bản thân gia đình của người đã khuất cũng tham tiền hơn yêu quý người thân. Có điều, linh hồn của bà ngoại người đã khuất thì lại luôn đứng về phía cô gái...
- Reserved Seat: Một người ca sĩ bỗng có những cảm xúc sợ hãi và những ký ức kỳ lạ thoáng qua sau khi bà của anh, một fan Takazura cuồng nhiệt qua đời.
- Shake Your Buddha: Trong một nạn đói, Phật và một người tên là Godo có một buổi tranh luận về cách làm nước Nhật vượt qua tai kiếp này. Cuộc tranh luận phải nói là rất tức cười, đúng phong cách của Rumiko, nhưng đằng sau sự hài hước ấy là một bài học đáng để suy ngẫm.